# Бетуганов, Гиса Шауалович
Бетуганов Гиса Шауалович — спортсмен, мастер спорта РФ по армейскому рукопашному бою, ушу саньда, рукопашному бою.

## Биография
Родился в с. Лечинкай Чегемского района КБР. В 10 лет пошёл в секцию вольной борьбы, получил звание кандидата в мастера спорта. В 2000 г. перешёл в секцию армейского рукопашного боя, где становился победителем кубка России в 2003 г., победителем многих всероссийских турниров, а также в 2007 г. стал чемпионом России по армейскому рукопашному бою в весовой категории до 75 кг. В 2008 г. выиграл международный турнир памяти Воробьева по русскому рукопашному бою в весовой категории до 80 кг. В 2008 году стал чемпионом спартакиады России по рукопашному бою в весовой категории до 80 кг. Бронзовый призёр чемпионата России по ушу саньда — 2008 г. (75 кг.), серебряный призёр чемпионата России по комплексному единоборству среди специальных подразделений (до 80 кг.). Серебряный призёр чемпионата СКФО по панкратиону — 2007 г. (до 75 кг.)